# Pjatra Krečeuski
Pjatra Krečeuski, též uváděn jako Piotra Krečeuski, počeštěle Petr Krečevský (bělorusky: Пётра Крэчэўскі; 7. srpna 1879 Dubna – 8. března 1928 Praha-Královské Vinohrady) byl běloruský exilový politik, básník a historik. V letech 1919-1928 byl předsedou běloruské exilové vlády, neboli Rady Běloruské lidové republiky, pro niž nakonec zvolil sídlo v Praze.

## Život
Narodil se v Hrodenské oblasti, tehdy Grodenské gubernii Ruského impéria. Vystudoval duchovní seminář ve Vilniusu, absolvoval v roce 1902. Poté pracoval jako učitel v Jałówce a bankovní úředník. Za první světové války sloužil v ruské carské armádě. Během únorové revoluce roku 1917 se stal předsedou rady vojenských a dělnických zástupců v Baryšově. V prosinci 1917 byl zvolen členem výkonného výboru Všeběloruského sjezdu (Першы Ўсебеларускі кангрэс) v Minsku. Sjezd zvolil Radu (vládu), přičemž v únoru 1918 se stal členem první běloruské vlády i Krečeuski, držel funkci státního kontrolora. Sjezd pak v březnu 1918 vyhlásil Běloruskou lidovou republiku. V květnu 1918 se Krečeuski stal ministrem obchodu. V prosince 1919 byl zvolen předsedou Rady Běloruské lidové republiky, která však již v té době neměla kontrolu nad zemí, již ovládli ruští bolševici.

### Exil
V roce 1920 tedy odešel do exilu, pobýval nejprve v Kaunasu, poté v Berlíně. Roku 1921 poprvé navštívil Prahu, kde se zúčastnil Všeběloruské konference, která kritizovala polsko-ruský rižský mír, který rozdělil Bělorusko na dvě části. Při tom zjistil, že jsou v masarykovském Československu dobré podmínky pro protibolševické emigrace a zároveň pro socialistickou činnost (neboť ač antibolševik, uchoval si levicové přesvědčení). V roce 1923 se tudíž v Praze trvale usídlil a s ním se Praha stala sídlem exilové vlády a hlavním centrem běloruské emigrace. V Praze také založil Socialistickou ligu nového Východu. Napsal historické drama Rahněda, věnované osudu Rognědy Polocké. Přesvědčil československou vládu, aby poskytla granty pro běloruské studenty. Vytvořil v Praze také Běloruský archiv, který uchovával některé z nejdůležitějších dokumentů o moderních běloruských dějinách (tento archiv záhadně zmizel roku 1945 po vstupu sovětských vojsk do Prahy). Roku 1926 zde také vydal sborník Zamežnaja Belarus (Замежная Беларусь), kde publikoval i tři vlastní statě: Bělorusko v minulosti a současnosti (Беларусь у мiнулым и сучасным), Historie běloruských knih (Гiстория беларускай кнiгi) a Skaryna a nezávislost (Скарына i незалежнасць). Poslední dvě byly z velké části věnovány renesančnímu tiskaři a překladateli Francišku Skarynovi, který taktéž působil v Praze. Krečeuski držel post exilového premiéra až do smrti, byl pochován na pražských Olšanských hřbitovech.